# Brent Lillibridge
Brent Stuart Lillibridge (né le 18 septembre 1983 à Everett, Washington, États-Unis) est un joueur d'utilité qui évolue en Ligue majeure de baseball de 2008 à 2013.

## Carrière
Après des études secondaires à la Jackson High School de Mill Creek (Washington), Brent Lillibridge suit des études supérieures à l'université de Washington où il porte les couleurs des Huskies de 2003 à 2005.
Il est repêché le 7 juin 2005 par les Pirates de Pittsburgh au quatrième tour de sélection.

### Braves d'Atlanta
Encore joueur de ligues mineures, Lillibridge est échangé au Braves d'Atlanta le 19 janvier 2007 en compagnie du lanceur gaucher Michael Gonzalez, en retour du joueur de premier but Adam LaRoche.
Après trois saisons en ligues mineures, il débute en Ligue majeure le 26 avril 2008. Le 25 juin suivant, il obtient son premier coup sûr dans les majeures aux dépens du lanceur Mitch Stetter des Brewers de Milwaukee. Le 12 juillet, il frappe son premier coup de circuit, cette fois aux dépens de Joe Thatcher des Padres de San Diego. Il ne frappe que pour ,200 de moyenne au bâton dans ses 29 parties jouées avec les Braves en 2008.

### White Sox de Chicago
Avec trois joueurs des ligues mineures (le receveur Tyler Flowers, le lanceur droitier Jon Gilmore et le lanceur gaucher Santos Rodriguez), Lillibridge passe aux White Sox de Chicago le 4 décembre 2008 en retour du lanceur partant droitier Javier Vázquez et du releveur gaucher Boone Logan.
Faisant le voyage entre les mineures et les majeures, Lillibridge ne joue que 46 parties pour Chicago en 2009 et n'impressionne guère avec sa moyenne au bâton de ,158 et ses trois points produits.
En 2010, il frappe 2 circuits, produit 16 points et frappe pour ,224 de moyenne en 64 matchs avec les White Sox.
Joueur d'arrêt-court dans les ligues mineures, Lillibridge joue à cette position pour Atlanta en 2008, mais à son arrivée chez les White Sox, sa nouvelle équipe préfère l'employer comme deuxième but. En 2011, il est surtout utilisé au champ d'extérieur, mais aussi au poste de premier but. De plus, il vient parfois à la rescousse de son club comme coureur suppléant. Lillibridge s'impose donc comme un joueur d'utilité de choix pour les Sox, qui l'envoient dans la partie à 97 reprises en 2011, pour son plus haut total de matchs joués en une saison depuis son entrée dans les majeures. Lillibridge répond à l'appel avec 13 circuits, 29 points produits, 38 points marqués, 10 buts volés et une moyenne au bâton de ,258.
Il n'a qu'une moyenne au bâton de ,175 après 48 parties en 2012 lorsque les White Sox l'échangent à Boston.

### Red Sox de Boston
Le 24 juin 2012, Lillibridge est échangé, en compagnie du lanceur Zach Stewart, aux Red Sox de Boston en retour de Kevin Youkilis. Le nouveau venu ne joue que 10 matchs en un mois pour Boston, n'obtenant que deux coups sûrs.

### Indians de Cleveland
Le 24 juillet 2012, Lillibridge est échangé des Red Sox aux Indians de Cleveland en retour du lanceur droitier des ligues mineures José De La Torre. Il frappe trois circuits et produit huit points en 43 parties pour Cleveland.

### Cubs de Chicago
Lillibridge rejoint les Cubs de Chicago en 2013, avec qui il joue 9 matchs.

### Yankees de New York
En cours de saison 2013, le contrat de Lillibridge détient avec les Cubs est racheté par les Yankees de New York, avec qui il joue cette même saison ses 11 dernières parties dans les majeures.

## Statistiques
| Saison | Équipe     | G   | AB  | R  | H  | 2B | 3B | HR | RBI | SB | BA    |
| ------ | ---------- | --- | --- | -- | -- | -- | -- | -- | --- | -- | ----- |
| 2008   | Atlanta    | 29  | 80  | 9  | 16 | 6  | 1  | 1  | 8   | 2  | 0,200 |
| 2009   | Chicago WS | 46  | 95  | 9  | 15 | 2  | 0  | 0  | 3   | 6  | 0,158 |
| 2010   | Chicago WS | 64  | 98  | 19 | 22 | 5  | 2  | 2  | 16  | 5  | 0,224 |
| Totaux | Totaux     | 139 | 273 | 37 | 53 | 13 | 3  | 3  | 27  | 13 | 0,194 |

Note : G = Matches joués ; AB = Passages au bâton; R = Points ; H = Coups sûrs ; 2B = Doubles ; 3B = Triples ; 
HR = Coup de circuit ; RBI = Points produits ; SB = Buts volés ; BA = Moyenne au bâton.